# Regionalwahl in Sizilien 2006
Die Regionalwahl in Sizilien 2006 fand am 28. Mai statt; die Assemblea Regionale Siciliana und der Präsident der Region wurden gleichzeitig gewählt.

## Wahlergebnis
| Kandidaten                                               | Kandidaten               | Stimmen   | %    | Listen                  | Stimmen   | %    | Mandate |
| -------------------------------------------------------- | ------------------------ | --------- | ---- | ----------------------- | --------- | ---- | ------- |
|                                                          | Salvatore Cuffarogewählt | 1.374.626 | 53,1 | Forza Italia            | 471.634   | 19,2 | 17      |
| Unione dei Democratici Cristiani e di Centro             | Salvatore Cuffarogewählt | 1.374.626 | 53,1 | 319.349                 | 13,0      | 11   |         |
| Movimento per l'Autonomia – Nuova Sicilia                | Salvatore Cuffarogewählt | 1.374.626 | 53,1 | 308.219                 | 12,5      | 10   |         |
| Alleanza Nazionale                                       | Salvatore Cuffarogewählt | 1.374.626 | 53,1 | 259.927                 | 10,6      | 9    |         |
| L'Aquilone – Lista del Presidente                        | Salvatore Cuffarogewählt | 1.374.626 | 53,1 | 139.344                 | 5,7       | 6    |         |
| Movimento Sociale Fiamma Tricolore                       | Salvatore Cuffarogewählt | 1.374.626 | 53,1 | 8.528                   | 0,3       | –    |         |
| Democrazia Cristiana per le Autonomie                    | Salvatore Cuffarogewählt | 1.374.626 | 53,1 | 6.530                   | 0,3       | –    |         |
| Mandate der Listengruppe                                 | Salvatore Cuffarogewählt | 1.374.626 | 53,1 | –                       | –         | 9    |         |
| ↳ Gesamt                                                 | Salvatore Cuffarogewählt | 1.374.626 | 53,1 | 1.513.531               | 61,5      | 62   |         |
|                                                          | Rita Borsellino          | 1.078.259 | 41,6 | Democratici di Sinistra | 344.551   | 14,0 | 12      |
| Democrazia è Libertà – La Margherita                     | Rita Borsellino          | 1.078.259 | 41,6 | 295.762                 | 12,0      | 12   |         |
| Uniti per la Sicilia (PRC – PdCI – SDI – IdV – FdV – PS) | Rita Borsellino          | 1.078.259 | 41,6 | 127.947                 | 5,2       | 3    |         |
| Rita – Il Mio Impegno per la Sicilia                     | Rita Borsellino          | 1.078.259 | 41,6 | 119.177                 | 4,8       | –    |         |
| Nicht gewählte Direktkandidat                            | Rita Borsellino          | 1.078.259 | 41,6 | –                       | –         | 1    |         |
| ↳ Gesamt                                                 | Rita Borsellino          | 1.078.259 | 41,6 | 887.437                 | 36,1      | 28   |         |
|                                                          | Nello Musumeci           | 136.545   | 5,3  | Alleanza Siciliana      | 59.380    | 2,4  | –       |
| Gesamt                                                   | Gesamt                   | 2.589.430 | 100  |                         | 2.460.348 | 100  | 90      |